# Malotki (Adelsgeschlecht)

Wappen derer von Malotki (Mlotk)

Malotki, auch Malottki,  Mlotk, Malottky, Malotke, Malottke, Malotka oder Malotki von Trzebiatowski, deutsch: Hammer, ist der Name eines kaschubischen Adelsgeschlechts aus Hinterpommern.

## Geschichte
Die Familie lässt sich auf Greger Mlotk zurückführen, welcher gemeinsam mit den adligen Balzer Smuda, Simon Gendrecka, Simon Recka, Olbrecht Pancke und Greger Chammer am 9. Januar 1515 von Herzog Bogislaw X. von Pommern zu Alten Stettin das Dorf Trzebiatkow mit 33 Hufen Land als Lehen bekam. Diese Urkunde ist von König Wladislaus IV. von Polen zu Warschau am 20. Juni 1637 bestätigt worden.
Am 30. Juli 1607 erhielten Greger und Christoph Molotken von Herzog Franz I. von Pommern einen Lehnsbrief für ihren Besitz an Trzebiatkow. 1658 huldigten Andreas und Thomas Mlotk dem Kurfürsten Friedrich Wilhelm von Brandenburg, schließlich 1772 huldigten Albrecht und Michael von Malotka aus Lensitz Friedrich II. von Preußen.
Die Malotki waren unter anderem zu Trzebiatkow und Groß Gustkow im Landkreis Bütow, zu Lensitz im Landkreis Neustadt, zu Schönau im Landkreis Schlochau jeweils anteilig begütert.
Ein Familienverband wurde 1915 gegründet. Die Familie besteht gegenwärtig in Deutschland und Polen.

## Wappen
Das redende Stammwappen zeigt in Rot drei mit den Stielen fächerartig zusammengestellte silberne Streithämmer. Auf dem Helm mit rot-silbernen Decken ein den Streithammer schwingender geharnischter Arm. Abwandlung der Tinkturen kamen vor.

## Personen
- Johann Friedrich Malotki von Trzebiatowsky (1784–1854), preußischer Major und Landrat im Kreis Wiedenbrück
- Friedrich Wilhelm Malotki von Trzebiatowski (1790–1867), preußischer Generalmajor
- August Malotki von Trzebiatowski (1808–1873), preußischer Generalleutnant
- Fritz Malotki von Trzebiatowski (1830–1912/13), deutscher Generalmajor
- Hermann von Malotki (1830–1911), deutscher Generalmajor
- Wilhelm Malotki von Trzebiatowski (1836–1893), deutscher Generalmajor
- Jörg Vincent Malotki, auch Jörg Malotki von Trzebiatowski (* 1969), deutscher Schauspieler und Sprecher
- Max von Malotki (* 1977), deutscher Rundfunkmoderator
- Erik von Malottki (* 1986), deutscher Politiker